# De skar tørv - islandsk byggeskik gennem 1100 år
De skar tørv - islandsk byggeskik gennem 1100 år er en dansk dokumentarfilm fra 1978 instrueret af Jens Frederiksen, Janus Billeskov Jansen og Ole Wahl Olsen efter deres manuskript.

## Handling
Ifølge sagaerne starter Islands historie i året 874, hvor en fredløs nordmand slog sig ned på øen. Mange fulgte efter, og i løbet af få årtier i vikingetidens slutning opstod en selvstændig nation. Ligesom den nye nations sprog, dens love og hovedparten af dens indbyggere kom fra Norge, var også byggeskikken af norsk oprindelse. Men hvor vikingetidens langhus med vægge af græstørv omkring en tømmerkonstruktion, der bar taget, i det øvrige Norden kom til at danne afslutningen på en udvikling, så blev det på Island grundlaget for en helt ny og bemærkelsesværdig hustype: Tørvegården. Gennem næsten 1100 år var tørvegården de fleste islændinges hjem, og i tørvegårdens udvikling afspejles hele Islands historie: De svigtende forbindelser med omverdenen, naturkatastrofer, klimaændringer og samfundsforhold. Der er stadig islændinge, der kan den gamle kunst at skære og bygge med tørv. Med udgangspunkt i bygningen af en tørvemur fortæller filmen i korte træk Islands historie fra vikingetiden og op til i dag, som den kan aflæses i tørvegårdens udvikling.